# Andrew Huxley
Pour les articles homonymes, voir Huxley.
Andrew Fielding Huxley (né le 22 novembre 1917 à Hampstead, dans la banlieue de Londres, et mort le 30 mai 2012 à Cambridge) est un biophysicien et physiologiste britannique, lauréat en 1963 avec John Carew Eccles et Alan Lloyd Hodgkin du prix Nobel de physiologie ou médecine pour son rôle dans la découverte des mécanismes ioniques de la transmission nerveuse.

## Biographie
En collaboration avec Hodgkin, il démontre que la genèse du potentiel d'action est due à l'activation de conductances sélectives au sodium puis au potassium. À la suite de leurs travaux, Hodgkin et Huxley postulèrent l'existence des canaux ioniques sélectifs, dont la nature protéique fut confirmée plusieurs dizaines d'années plus tard, par Erwin Neher et Bert Sakmann, qui obtiendront eux aussi le prix Nobel pour leur découverte.
Les expériences sur lesquelles Hodgkin et Huxley basèrent leur théorie du potentiel d'action représentent historiquement l'une des premières applications de la technique d'électrophysiologie connue sous le nom de voltage clamp (mesure de courant en condition de tension imposée). C'est l'axone géant de calmar (Loligo pelaeii), qui leur permit d'enregistrer les courants ioniques, ce qui leur aurait été impossible sur presque tous les autres types de neurones, ces cellules étant trop petites pour pouvoir être étudiées avec les techniques de cette époque. Ces expériences furent réalisées à l'Université de Cambridge à partir des années 1930 et se poursuivirent jusqu'à la fin des années 1940, après l'interruption de la Seconde Guerre mondiale. Leurs travaux furent publiés en 1952.
On lui doit aussi la première description, avec le physiologiste suisse Robert Stämpfli, de la conduction saltatoire des potentiels d'action le long des fibres nerveuses myélinisées.
Huxley était membre du Trinity College de Cambridge et professeur de Physiologie, Sciences naturelles et Médecine.

## Liens familiaux

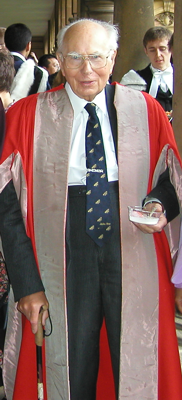
Andrew Huxley au Trinity College en 2005.

Andrew F. Huxley est l'un des fils de l'écrivain et éditeur Leonard Huxley et de sa seconde épouse Rosalind Bruce. Il est donc le demi-frère de l'écrivain Aldous Huxley et du biologiste Julian Huxley et le petit-fils du biologiste Thomas Henry Huxley.
En 1947 il épousa Jocelyn Richenda Gammell Pease (1925-2003), la fille du généticien Michael Pease et de Helen Bowen Wedgwood, elle-même fille de Josiah Wedgwood IV. Ils ont eu six enfants.

## Distinctions
Huxley est élu membre de la Royal Society le 17 mars 1955 et fait chevalier par la reine Élisabeth II le 12 novembre 1974.

Sir Andrew est par la suite élevé à l'Ordre du Mérite le 11 novembre 1983.